# Дембич (Конінський повіт)
Дембич (пол. Dębicz) — село в Польщі, у гміні Крамськ Конінського повіту Великопольського воєводства.
Населення — 441 особа (2011).
У 1975-1998 роках село належало до Конінського воєводства.

## Демографія
Демографічна структура станом на 31 березня 2011 року:
|          | Загалом | Допрацездатний вік | Працездатний вік | Постпрацездатний вік |
| -------- | ------- | ------------------ | ---------------- | -------------------- |
| Чоловіки | 207     | 40                 | 141              | 26                   |
| Жінки    | 234     | 63                 | 122              | 49                   |
| Разом    | 441     | 103                | 263              | 75                   |